# Lista de filmes portugueses de 2001
Lista de filmes portugueses de longa-metragem estreados em Portugal em 2001, nas salas de cinema.
Notas: Na secção coprodução, passando o cursor sobre a bandeira aparecerá o nome do país correspondente.
| #  | Filme                    | Realização         | Género            | Estreia        | Coprodução       |
| -- | ------------------------ | ------------------ | ----------------- | -------------- | ---------------- |
| 1  | Combate de Amor em Sonho | Raúl Ruiz          | Drama, fantasia   | 18 de maio     | Chile · França   |
| 2  | Duplo Exílio             | Artur Ribeiro      | Drama             | 13 de abril    | —                |
| 3  | Frágil como o Mundo      | Rita Azevedo Gomes | Drama, romance    | 20 de julho    | —                |
| 4  | Ganhar a Vida            | João Canijo        | Drama             | 4 de maio      | França           |
| 5  | A Janela (Maryalva Mix)  | Edgar Pêra         | Comédia           | 12 de outubro  | —                |
| 6  | Lena                     | Gonzalo Tapia      | Drama, aventura   | 30 de novembro | Espanha          |
| 7  | No Quarto da Vanda       | Pedro Costa        | Documentário      | 2 de março     | Alemanha · Chile |
| 8  | Quem És Tu?              | João Botelho       | Drama, história   | 23 de novembro | —                |
| 9  | A Raiz do Coração        | Paulo Rocha        | Drama             | 12 de janeiro  | França           |
| 10 | Rasganço                 | Raquel Freire      | Drama             | 30 de novembro | França           |
| 11 | Vou para Casa            | Manoel de Oliveira | Drama, comédia    | 21 de outubro  | França           |
| 12 | O Xangô de Baker Street  | Miguel Faria Jr.   | Comédia, policial | 19 de outubro  | Brasil           |